# ۸ آوریل
۸ آوریل در تقویم گرگوری، نود و هشتمین (در سال‌های کبیسه نود و نهمین) روز سال است. ۲۶۷ روز تا پایان سال باقی مانده است.

## رویدادها
۲۰۱۴ - پایان پشتیبانی از ویندوز اکس‌پی

## زادروزها
- ۵۶۳ قبل از میلاد - بودا.

- ۱۸۳۱ - آلارد پیرسون متاله فیلسوف آلمانی.

- ۱۸۵۹ - ادموند هوسرل فیلسوف آلمانی.

- ۱۹۰۴ - جان هیکس اقتصاددان بریتانیایی.

- ۱۹۱۱ - ملوین کالوین شیمیدان آمریکایی.

## درگذشتگان
- ۱۱۴۳ - ژان دوم کومننوس، امپراتور بیزانس (ت. ۱۰۸۷)
- ۱۳۶۴ - ژان دوم، پادشاه فرانسه (ت. ۱۳۱۹)
- ۱۸۶۱ - الیشا اوتیس، مخترع آمریکایی (ت. ۱۸۱۱)
- ۱۹۱۴ - یاکوب آرابس، نویسنده اهل چک.
- ۱۹۷۳ - پابلو پیکاسو نقاش اسپانیایی.

## اختراعات
۱۸۷۹ - عرضه شیر خوراکی در بطری شیشه‌ای.

## رویدادهای تاریخی
۱۹۴۶ - تشکیل آخرین جلسه جامعه ملل.